# Тропарёво-Никулино (муниципальный округ)
Это — статья о бывшем муниципальном округе Тропарёво-Никулино; возможно, вам нужна статья о нынешнем районе Москвы.
Тропарёво-Нику́лино — бывший муниципальный округ Москвы, просуществовавший с 1993 года по 1995 год. Был образован объединением муниципальных округов «Тропарёво» и «Никулино» 28 сентября 1993 года.
Муниципальный округ получил название по селу Тропарёво и деревне Никулино, которые вошли в состав Москвы в 1960 году.

## История
Муниципальные округа «Тропарёво» и «Никулино» были созданы в ходе административной реформы 1991 года на части территории бывшего Гагаринского района Москвы и входили в состав Западного административного округа Москвы.
Но отдельно они просущестовали недолго, уже 28 сентября 1993 года они были объединены в единый муниципальный округ «Тропарёво-Никулино». Причинами объединения, описанными в законе, стали относительно небольшая численность населения каждого округа, а также то, что оба они тяготеют к единому центру — станции метро «Юго-Западная», имеют общие проблемы, однотипный жилищный фонд, общий жилищный отдел и развиваются как единая территория.
После принятия 5 июля 1995 году закона «О территориальном делении города Москвы» муниципальный округ получил статус района Москвы «Тропарёво-Никулино».

## Границы муниципального округа
Согласно распоряжению мэра Москвы «Об управлении муниципальными округами „Тропарёво“ и „Никулино“» территория муниципального округа «Тропарёво-Никулино» объединяла в себе территорию округов «Тропарёво» и «Никулино».